# 自動車電装業
自動車電装業は、自動車電装系のオプション部品の取り付け・修理や、メンテナンスを行う業種。カーナビゲーションやカーオーディオ本体などを格安販売する通販業者には、これらの自動車電装業者と提携し「取り付けも安心」と謳うものも多い。また、自動車の販売に重点を置いていたり、自社整備工場に新車オプション取り付け作業の余裕がない正規カーディーラーでも、作業を外注業者に回すことがある。

## 業態
自動車電装業を行う企業の形態としては、次のようである。
- 自動車電装のみを専門に行うショップ形式の店舗
- 自店で商品を購入した顧客向けに、店舗付属のピットで作業を行うカー用品チェーン店
- 店舗を構えない個人営業業者

## 注意点
アクセサリーやオプション部品等の取り付けには公的資格は必須ではなく、自動車電装業者として誰でもすぐに開業できるため業者選びには注意を要する。
- 外から見えない部分の作業であるので、いい加減な・適当な取り付け作業で済ます業者もある
- 作業料金表を持たずに、客の顔色を見て割高な作業代を請求する業者もある
- 大手ショップチェーン店では、多少作業に慣れた程度のアルバイト店員が実作業にあたる場合がある
- 大手ショップチェーン店やカーディーラーの中には、実作業を外注に出すため別に作業日時を予約しなければならないものもある

## 資格
自動車電装整備士